# آهارن سان کشف‌نشدنیه
آهارن سان کشف‌نشدنیه یا آهارن سان غیرقابل فهمه (به انگلیسی: Aharen-san wa Hakarenai) مجموعه مانگا ژاپنی نوشته و تصویرگری آساتو میزو است که از ژانویه ۲۰۱۷ تا آوریل ۲۰۲۳ در شونن جامپ+ منتشر و تاکنون در هفده جلد تانکوبون گردآوری شده است. مجموعه تلویزیونی انیمه اقتباسی از آوریل تا ژوئن ۲۰۲۲ پخش شد. همچنین فصل دوم آن نیز در دست ساخت است.

## داستان
در سال اول دبیرستان، دوست یابی برای رایدو ماتسوبوشی چندان آسان نیست. یک روز در کلاس، رایدو سعی می‌کند با همکلاسی کناری اش صحبت کند و فکر می‌کند که او را نادیده می‌گیرد اما بعداً متوجه می‌شود همکلاسی‌های قبلی‌اش بخاطر رفتار نچسب از او دوری می‌کرده‌اند. رایدو تصمیم می‌گیرد به همکلاسی خود، رینا آهارن، کمک کند تا از پوسته‌اش بیرون بیاید و هر کاری که لازم باشد انجام دهد تا با او دوست شود و به نوبه خود رفتار خودش را اصلاح کند.